# FedExエアアンドグランドプレーヤー賞
FedExエアアンドグランドプレーヤー賞は、NFL年間授賞式であるNFLオナーズにおいて、表彰されるNFLの賞。アメリカ物流大手のフェデックスをスポンサーとして2003年シーズンに創設された。賞は、エアプレーヤー部門（クォーターバック）とグランドプレーヤー部門（ランニングバック）に分かれ、その週の個人成績により毎週3人ずつがファイナリストに選ばれ、ファンによるオンライン投票で各週の受賞者が決定される。シーズンの最後に、各週の受賞者から各部門3人ずつの年間ファイナリストが選出され、ファンによるオンライン投票で年間受賞者が決定される。
各部門は、スポンサーのフェデックス社が航空輸送のフェデックス・エクスプレスと陸上輸送のフェデックス・グランドを展開していることに由来している。

## 年間受賞者
| 年   | エア                       | エア                         | グランド                       | グランド                     | Ref   |
| 年   | 選手                       | チーム                       | 選手                           | チーム                       | Ref   |
| ---- | -------------------------- | ---------------------------- | ------------------------------ | ---------------------------- | ----- |
| 2003 | ペイトン・マニング, QB     | インディアナポリス・コルツ   | アーマン・グリーン, RB         | グリーンベイ・パッカーズ     |       |
| 2004 | ペイトン・マニング, QB     | インディアナポリス・コルツ   | カーティス・マーティン, RB     | ニューヨーク・ジェッツ       |       |
| 2005 | カーソン・パーマー, QB     | シンシナティ・ベンガルズ     | ショーン・アレキサンダー, RB   | シアトル・シーホークス       |       |
| 2006 | ドリュー・ブリーズ, QB     | ニューオーリンズ・セインツ   | ラダニアン・トムリンソン, RB   | サンディエゴ・チャージャーズ | [ 1 ] |
| 2007 | ブレット・ファーヴ, QB     | グリーンベイ・パッカーズ     | フレッド・テイラー, RB         | ジャクソンビル・ジャガーズ   |       |
| 2008 | ドリュー・ブリーズ, QB     | ニューオーリンズ・セインツ   | エイドリアン・ピーターソン, RB | ミネソタ・バイキングス       | [ 2 ] |
| 2009 | ドリュー・ブリーズ, QB     | ニューオーリンズ・セインツ   | クリス・ジョンソン, RB         | テネシー・タイタンズ         | [ 3 ] |
| 2010 | アーロン・ロジャース, QB   | グリーンベイ・パッカーズ     | ジャマール・チャールズ, RB     | カンザスシティ・チーフス     |       |
| 2011 | ドリュー・ブリーズ, QB     | ニューオーリンズ・セインツ   | ルショーン・マッコイ, RB       | フィラデルフィア・イーグルス | [ 4 ] |
| 2012 | ペイトン・マニング, QB     | デンバー・ブロンコス         | エイドリアン・ピーターソン, RB | ミネソタ・バイキングス       |       |
| 2013 | ペイトン・マニング, QB     | デンバー・ブロンコス         | ルショーン・マッコイ, RB       | フィラデルフィア・イーグルス |       |
| 2014 | アーロン・ロジャース, QB   | グリーンベイ・パッカーズ     | レビオン・ベル, RB             | ピッツバーグ・スティーラーズ |       |
| 2015 | カーソン・パーマー, QB     | アリゾナ・カージナルス       | エイドリアン・ピーターソン, RB | ミネソタ・バイキングス       |       |
| 2016 | マット・ライアン, QB       | アトランタ・ファルコンズ     | エゼキエル・エリオット, RB     | ダラス・カウボーイズ         |       |
| 2017 | カーソン・ウェンツ, QB     | フィラデルフィア・イーグルス | トッド・ガーリー, RB           | ロサンゼルス・ラムズ         |       |
| 2018 | パトリック・マホームズ, QB | カンザスシティ・チーフス     | セイクワン・バークリー, RB     | ニューヨーク・ジャイアンツ   |       |
| 2019 | ラマー・ジャクソン, QB     | ボルチモア・レイブンズ       | デリック・ヘンリー, RB         | テネシー・タイタンズ         | [ 5 ] |
| 2020 | アーロン・ロジャース, QB   | グリーンベイ・パッカーズ     | デリック・ヘンリー, RB         | テネシー・タイタンズ         |       |
| 2021 | トム・ブレイディ, QB       | タンパベイ・バッカニアーズ   | ジョナサン・テイラー, RB       | インディアナポリス・コルツ   |       |